# Alisa Palmer
Alisa Palmer é uma diretora de teatro e dramaturga canadense. Ela foi diretora artística do Nightwood Theatre de 1993 a 2001. Palmer é atualmente o diretor artístico da seção inglesa da Escola Nacional de Teatro do Canadá.

## Vida pregressa
Nascida e criada em New Brunswick, Canadá, Alisa Palmer concluiu o curso de história na Universidade McGill. Sua educação teatral foi baseada em Montreal e incluiu treinamento com Philippe Gaulier da L'École Internationale de Théâtre Jacques Lecoq (Bouffon e Masque Neutre), Cirque du Soleil (acrobacia), L'École de Mime Corporel de Montréal sob Jean Asselin, bem como períodos de estudo com o diretor brasileiro Augusto Boal.[carece de fontes?]

## Carreira
A primeira interação de Palmer com o Nightwood Theatre, de Toronto, foi no Groundswell Festival de 1987, onde ela se apresentou com o grupo de improvisação Hysterical Women. Depois desse festival, Palmer dirigiu dois shows antes de se juntar à equipe de liderança do Nightwood. Em 1993, Palmer e Diane Roberts foram nomeados codiretores artísticos do Nightwood Theatre, sucedendo Kate Lushington. Em 1995, Palmer foi nomeado único diretor artístico da companhia. A liderança de Palmer na Nightwood foi fundamental para confirmar a mudança da companhia de um coletivo para uma companhia de teatro "legítima".
Em 1995, Palmer dirigiu a peça The Attic, The Pearls, and Three Fine Girls, que ela co-criou com Ann-Marie MacDonald, Leah Cherniak, Jennifer Brewin e Martha Ross. A peça foi encenada pelo Theatre Columbus, uma companhia inspirada em palhaços criada por Leah Cherniak e Martha Ross, e coestrelada por MacDonald, Cherniak e Ross. The Attic foi nomeado para vários prêmios Dora Mavor Moore na divisão de Teatro Pequeno, incluindo Melhor Peça ou Musical e Melhor Direção. Em 2011, Palmer e todos os membros do elenco original, exceto Cherniak, encenaram uma sequência de The Attic chamada More Fine Girls . More Fine Girls foi apresentada no Tarragon Theatre.
Enquanto trabalhava na Nightwood, Palmer dirigiu shows como Blatantly Sexual (1993), de Bridget McFarthing, Difference of Latitude (1994), de Lisa Walter, Fed by Fairies (1996), de Sabina Fella, Random Acts (1997), de Diane Flacks, uma produção de workshop de The Skirker (1998), de Caryl Churchill, e Smudge (2000), de Alex Bulmer. Palmer também atuou e escreveu enquanto estava na Nightwood. A peça Wearing the Bone de Palmer foi encenada pelo Nightwood Theatre como parte da temporada de 1993-94. Em 1996, Palmer atuou em Froth, de Baņuta Rubess: um espetáculo sobre compras e histeria, Palmer coescreveu o livro para o musical Anything That Moves com Ann-Marie MacDonald; Anything That Moves estreou em Nightwood sob a direção de Palmer como parte da temporada de 1999-2000. Palmer deixou Nightwood em 2001.
Palmer dirigiu o Shaw Festival por oito temporadas, de 2005 a 2012. No Shaw Festival, Palmer dirigiu vários shows, incluindo Belle Moral: A Natural History (2005), de Ann-Marie MacDonald, Sunday in the Park with George (2009), de Stephen Sondheim, The Women (2010), de Clare Boothe Luce, e A Man and Some Women (2012), de Githa Sowerby.
Em 2007, Palmer dirigiu Top Girls de Caryl Churchill para o Soulpepper Theatre. Ela ganhou o prêmio Dora Mavor Moore de Melhor Direção de Peça por sua direção de Top Girls. Palmer dirigiu mais tarde 'Night, Mother' de Marsha Norman para Soulpepper em 2008.
Palmer foi diretor residente da estreia mundial de The Lord of the Rings da Mirvish Productions em Toronto. Em 2016, Palmer dirigiu Body Politic, de Nick Green, para Buddies in Bad Times. Palmer também é o fundador da Vita Brevis, uma companhia de teatro envolvida na criação e promoção de novas obras.
Palmer fez sua estreia no Festival de Stratford em 2014, dirigindo Hay Fever, de Noël Coward. Palmer estava programado para dirigir Hamlet-911, uma adaptação moderna de Hamlet escrita por MacDonald, como parte do Festival de Stratford de 2020, mas foi adiado devido à COVID-19. A produção de Hamlet-911 de Palmer foi transferida para a temporada de 2022 de Stratford.
Palmer e Hannah Moscovitch coadaptaram o romance de Ann-Marie MacDonald, Fall on Your Knees, para o palco. O National Arts Centre deverá estrear o espetáculo, sob a direção de Palmer, em 2023.

### Escola Nacional de Teatro
Palmer lecionou pela primeira vez na Escola Nacional de Teatro do Canadá (NTS) aos 23 anos. Na época, Palmer trabalhava principalmente com estudantes francófonos. Em 2007, Palmer dirigiu Restoration de Edward Bond, no NTS. Palmer é o diretor artístico da seção inglesa da Escola Nacional de Teatro desde 2013. Palmer sucedeu a ex-diretora Sherry Bie.

## Peças
- Wearing the Bone
- Anything That Moves (musical) — Co-escrito por Ann-Marie MacDonald (letras e livro), Alisa Palmer (livro) e Allen Cole (música)
- A Play About the Mothers of the Plaza del Mayo
- The Attic, The Pearls e Three Fine Girls — coescrito por Ann-Marie MacDonald, Leah Cherniak, Jennifer Brewin, Martha Ross e Alisa Palmer
- More Fine Girls — Co-escrito por Ann-Marie MacDonald, Leah Cherniak, Jennifer Brewin, Martha Ross e Alisa Palmer
- Body Politic[30]
- Fall on Your Knees — Co-escrito com Hannah Moscovitch, adaptado de Ann-Marie MacDonald

## Vida pessoal
Palmer conheceu a escritora canadense Ann-Marie MacDonald no Festival Groundswell de 1987. Palmer e MacDonald se casaram em julho de 2003 após a legalização do casamento entre pessoas do mesmo sexo em Ontário. Os dois adotaram uma menina no final daquele ano. Palmer e MacDonald têm duas filhas.

## Prêmios
| Ano  | Prêmio                                   | Categoria                   | Trabalhar                                      | Resultado | Notas                                        | Ref.   |
| ---- | ---------------------------------------- | --------------------------- | ---------------------------------------------- | --------- | -------------------------------------------- | ------ |
| 1994 | Prêmio Chalmers de Peça Canadense        | Teatro Geral                | A Play About the Mothers of the Plaza del Mayo | Venceu    |                                              | [ 34 ] |
| 1995 | Prêmio Dora Mavor Moore (Teatro Pequeno) | Melhor Nova Peça ou Musical | The Attic, the Pearls and Three Fine Girls     | Indicado  | com Ann-Marie MacDonald e o Theatre Columbus | [ 6 ]  |
| 1995 | Prêmio Dora Mavor Moore (Teatro Pequeno) | Direção de Destaque         | The Attic, the Pearls and Three Fine Girls     | Indicado  |                                              | [ 6 ]  |
| 1998 | Prêmios Dora Mavor Moore (Geral)         | Melhor Direção de Peça      | Quartet                                        | Indicado  |                                              | [ 6 ]  |
| 2000 | Prêmios Dora Mavor Moore (Geral)         | Melhor Novo Musical         | Anything That Moves                            | Venceu    | Com Ann-Marie MacDonald e Allen Cole         | [ 35 ] |
| 2002 | Prêmios Dora Mavor Moore (Geral)         | Melhor Direção de Musical   |                                                | Venceu    |                                              | [ 35 ] |
| 2004 | Prêmio Siminovitch                       | Diretor                     | n/a                                            | Indicado  |                                              | [ 36 ] |
| 2008 | Prêmios Dora Mavor Moore (Geral)         | Melhor Direção de Peça      | Top Girls                                      | Venceu    |                                              | [ 15 ] |